# Espirro

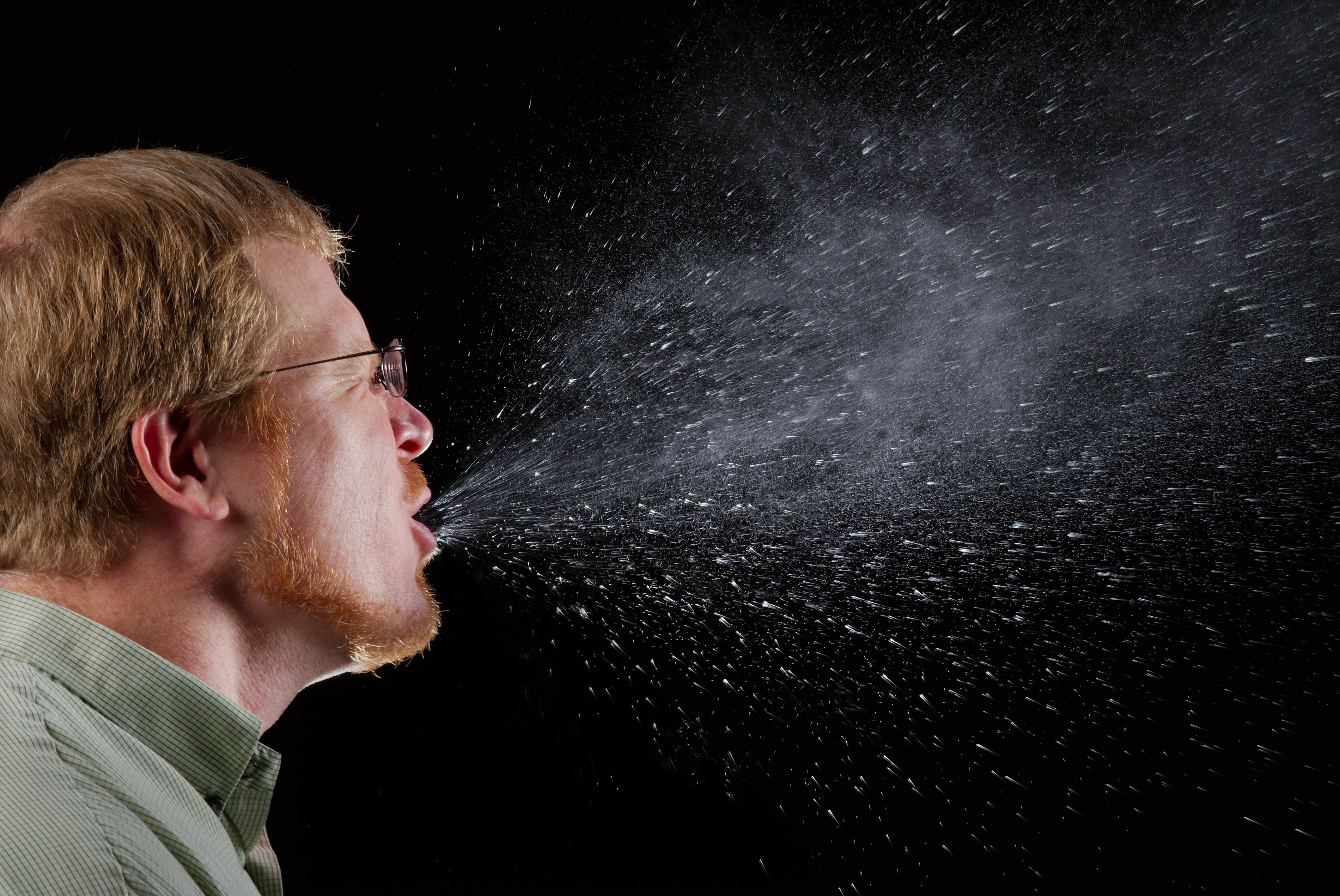
O espirro pode transmitir doenças pelo ar.

Espirro ou esternutação é uma expulsão de ar, convulsiva e semiautônoma, do nariz e boca. Algumas doenças podem ser transmitidas pelo espirro que espalha até 40 000 gotículas infecciosas cujo diâmetro varia de 0,5 a 5 µm.

## Ciência

### Causa e efeito
O espirro geralmente é causado por irritação nasal e às vezes por bloqueio bacteriano na garganta, pulmões ou nas passagens do nariz. Substâncias que causam alergia como pólen, pimenta, pelos de animais, poeiras, assim como outras partículas que não causam alergia são geralmente inofensivas, mas quando irritam o nariz, o corpo responde ao expirá-las das passagens nasais.
O espirro é uma reação do corpo à obstrução das vias nasais, principalmente o nariz e a garganta. Sua função é expelir do corpo algo que o está incomodando. É por isso que espirramos quando estamos em ambientes empoeirados, sujos ou muito perfumados. Outra ocasião em que espirramos bastante é quando estamos resfriados. Nesse caso, o organismo usa o espirro para tirar do corpo o catarro dos pulmões.
Os músculos das costas, abdômen, aqueles abaixo das costelas estão envolvidos no espirro. Quando poeira, fumaça ou cheiro irrita o nariz, o centro respiratório é informado e interrompe a respiração normal, faz você inspirar profundamente, e, subitamente, faz todos esses músculos se contraírem, empurrando todo o ar para fora de uma vez só. A glote bloqueia a saída do ar dos pulmões, como se fosse uma tampa na garganta e logo em seguida se abrem, liberando o caminho.

### Resposta de fechamento da pálpebra
Geralmente é considerado impossível alguém manter as pálpebras abertas durante um espirro. O reflexo de fechar os olhos é devido a uma proposta não óbvia: os nervos que servem os olhos e nariz estão próximos e relacionados, e o estímulo a um deles geralmente estimula alguma resposta no outro. Entretanto o fechamento dos olhos pode proteger os ductos lacrimais e vasos sanguíneos das bactérias expelidas no espirro.

### Reflexo do Espirro
O estímulo que inicia o reflexo do espirro é a irritação das vias nasais; impulsos aferentes passam pelo quinto par craniano para o bulbo, onde o reflexo é desencadeado. Série de reações semelhantes às do reflexo da tosse ocorrem: Primeiro, até 2,5 litros são rapidamente inspirados; Segundo, a epiglote se fecha e as cordas vocais são fechadas com firmeza para aprisionar o ar no interior dos pulmões; Terceiro, a contração dos músculos abdominais, pressionando o diafragma, e contração dos intercostais internos, aumentando a pressão intrapulmonar a 100 mmHg; Quarto, as cordas vocais e epiglote se abrem bruscamente causando a "explosão" do ar para o meio externo.- acontece; entretanto, que a úvula é deprimida, de forma que grandes quantidades de ar passam rapidamente pelo nariz, ajudando assim a limpar as vias nasais do material estranho.¹

### Perigos de reprimir um espirro
Reprimir ou suster um espirro pode, especialmente em caso de patologias preexistentes, ter consequências muito graves, devido ao aumento súbito da pressão intracraniana, intratorácica ou intra-abdominal, podendo ocasionar lesões no nervo óptico (glaucoma) ou na retina (retinopatia por Valsalva), provocar cefaleias, hemorragias oculares, forçar o ar pelas trompas de Eustáquio e causar ruptura do tímpano ou lesão no ouvido interno provocando vertigem ou perda auditiva, enfraquecer um vaso sanguíneo no cérebro e provocar a sua ruptura (AVC), etc., por tais motivos nunca se deve evitar dar um espirro.

### Espirro ao dormir
O espirro não pode ocorrer durante o sono devido à atonia do sono REM – um estado corporal em que os neurônios motores não são estimulados e os sinais reflexos não são retransmitidos ao cérebro. No entanto, estimulantes externos suficientes podem fazer com que uma pessoa acorde do sono para espirrar, mas qualquer espirro que ocorra depois aconteceria em um estado parcialmente acordado.

## Crenças e aspectos culturais
Em 400 a.C. o general ateniense Xenofonte fez um dramático discurso estimulando seus soldados a segui-lo para libertar ou morrer contra os Persas. Ele falou por uma hora motivando seu exército e assegurando um retorno seguro a Atenas até que um soldado ressaltou sua conclusão com um espirro. Pensando que este espirro foi um sinal dos Deuses, os soldados saudaram Xenofonte e seguiram seu comando. Outro momento divino do espirro para os Gregos ocorreu na história de Ulisses. Ulisses retornou para casa disfarçado de mendigo e conversou com sua amada esposa Penélope. Ela disse para Ulisses, não sabendo de quem se tratava, que ele iria retornar em segurança para desafiar seus pretendentes. Neste momento o filho deles, Telêmaco, deu um sonoro espirro e Penélope riu alegremente, reafirmando que isto era um sinal dos Deuses.

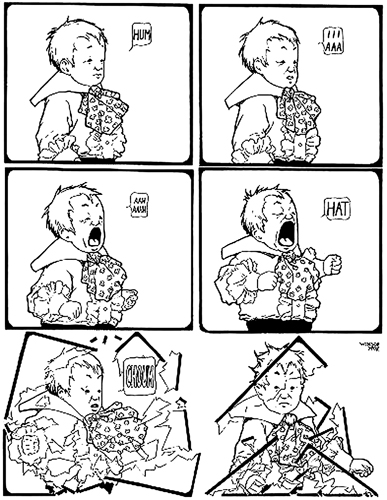
O Pequeno Sammy Espirro de Winsor McCay

Entre os Pagãos de Flandres, um espirro era um mau presságio. 
Os católicos popularizaram o uso da bênção como resposta aos espirros. O costume de exclamar "Saúde!" depois de um espirro começou por volta do ano 590, quando a peste começou a assolar a Europa. Para combater a peste, o Papa Gregório Magno (540-604 ) ordenou constantes litanias, procissões e orações. Quem espirrou tinha que ser imediatamente denunciado com a exclamação "Saúde!", que funcionava como uma oração para abençoar o local e impedir o desenvolvimento da peste, mas que também estigmatizava quem acabava de espirrar como se fosse um camponês carregando a peste, doença desconhecida.
Na Hungria, Eslováquia e Eslovênia e alguns países do oriente médio, o espirro que ocorre após alguém fazer uma afirmação é às vezes interpretada como uma confirmação por Deus de que a afirmação era verdadeira.
No Japão, as pessoas frequentemente acreditam que o espirro ocorrem quando elas estão sendo faladas ou mal-faladas pelas costas ou por uma pessoa muito distante.
É uma crença comum na Índia que alguém que espirra inesperadamente lembra ou é lembrado por uma pessoa querida. A maioria dos indianos considera espirrar saudável, e a inabilidade de espirrar ser causa para alarde. A revista americana Psychology Today publicou um artigo sobre cientistas indianos que nomearam a incapacidade de espirrar como "asneenzia"; os indianos têm utilizado o cheiro do tabaco como uma maneira artificial de induzir o espirro.

### Onomatopeia
As onomatopeias para o som do espirro na língua portuguesa são "atchim, atchum" entre outras.

#### Em outros idiomas
- Em Alemão é "hatschi"
- Em Árabe é "عطسة"
- Em Búlgaro é "апчих"
- Em Cantonês é "hut-chi" (乞嚏)
- Em Chinês é "penti" (喷嚏)
- Em Croata é "apćiha".
- Em Dinamarquês é "atjuu"
- Em Esloveno é "apčiha".
- Em Espanhol é "atchís" e "atchús"
- Em Francês é "atchoum"
- Em Hebreu é "apchee"
- Em Hindi é "chheenk".
- Em Indonésio é "'hatchi'"
- Em Inglês é "atchoo"
- Em Islandês é "Atsjú"
- Em Japonês é "hakushon" ou "kushami". Escrito como はくしょん ou 嚏(くしゃみ).
- Em Letão é "apčī",
- Em marata é "shheenka".
- Em Neerlandês é "hatsjoe" e "hatsjie"
- Em Norueguês é "atsjo"
- Em Polaco é "apsik"
- Em Romeno é "hapciu"
- Em Tagalo é "hatsing"
- Em Tailandês é "Hutchew ou Hutchei" (ฮัดชิ่ว ou ฮัดเช่ย)
- Em Tâmil é "Thummal".
- Em Telugu é "Thummu".
- Em Turco é "hapşuu"

### Respostas tradicionais a um espirro
No Brasil, quando alguém espirra, é comum ao menos uma pessoa dizer "Saúde!" no primeiro espirro, "Deus te ajude!" no segundo e "Deus te faça feliz!" no terceiro. Normalmente quem espirrou responde dizendo "Amém" ou "Obrigado". Em contrapartida, em Portugal, é bastante comum responder com "Santinho!" ou "Viva!". Nos países de língua inglesa se diz "God bless!" (deus te abençoe).[carece de fontes?]

#### Em outros idiomas
- Em Italiano, é comum se falar "Salute" após uma pessoa espirrar.
- Na cultura da língua Espanhola, normalmente se usa "Salud". Em alguns lugares também se fala "Jesús". A pessoa então agradece com "Gracias".
- Entretanto, em Porto Rico, também é comum se falar "Dinero" e "Amor" para um 2º e 3º espirro.
- Em Búlgaro, se fala "Наздраве!" (Nazdrave), que significa "À Sua [Boa] Saúde". Em resposta, Se fala "Мерси" (Merci) Ou "Благодаря" (Blagodarya), que significam "Obrigado".
- Em Romeno, é comum se falar "Noroc" ("Boa Sorte") ou "Sănătate" ("Saúde"), ao qual é respondido com "Mersi" ou "Mulţumesc" (Obrigado).
- Em Alemão, "Gesundheit" (que significa "[Boa] Saúde [a Você]") é comum, mas também é usado em países de língua inglesa. Esse termo provém das crenças de antigamente, que o espirro era sinal de que uma grave doença poderia aparecer.
- Em Hebreu, se diz "לבריאות" ("Labriyut", que significa "À Sua [Boa] Saúde").
- Em Polaco, se fala "Sto lat" que é traduzido como "Cem Anos", desejando cem anos de saúde para o "Espirrador". Outro termo comum é "Na Zdrowie" que significa "Para Sua [Boa] Saúde".
- Em Países da Escandinávia é comum se falar "Prosit" (algo como "Poderá Beneficiar-te", em Latim). Na Finlândia, entretanto, é mais comum se falar "Terveydeksi" (Para Sua Boa Saúde).
- Nos Países de língua inglesa é comum se falar "God Bless You". Mas em Gana é mais comum se desejar boa sorte para a pessoa (Good Luck).
- Em algumas partes da Índia, a "resposta" para um espirro é "Viva Bem!". No Sul da Índia, especialmente em Kerala é costume abençoar a pessoa que espirrou. Frequentemente pessoas do povo Hindu dizem "Ayyappa", que é o nome de uma divindade hindu, ou "Ammey" ("Mãe" in Kerala e Tamil Nadu) após espirrarem ou ouvirem alguém espirrar, e eles dizem para a pessoa que espirrou que alguém querido por aquela pessoa estava falando dela naquele momento. Cristãos, especialmente cristãos sírios respondem "Eeisho" (palavra Malaiala para Jesus).
- Em algumas partes do Sul da Índia existe um superstição que espirrar antes de sair para uma missão é sinônimo de azar. Conseqüentemente, as pessoas freqüentemente esperam mais um pouco antes de começar sua missão.
- O Termo usado na Turquia é o mesmo usado na Índia. As pessoas frequentemente dizem 'Você terá uma longa vida' ("Çok Yaşa") ou 'Viva bem' ("Iyi Yaşa"), e se responde dizendo 'Iremos Juntos ("Hep Beraber") ou 'Você também será capaz de me ver vivendo tanto' ("Sen De Gör").
- Na sociedade Islâmica, a pessoa que espirra geralmente agradece a Deus dizendo "Alhamdulillah" ("Bem-dito Seja Deus"), já que o Islamismo pede às pessoas para se lembrarem de Deus em todas as situações. E é normal que quem esteja perto da pessoa que diz isso diga "Yarhamukallah" ("Deus derramara sua benção sobre você"). Isso só é feito no máximo 2 vezes, já que no 3º espirro o "espirrador" normalmente ouve de alguém "Afaakallah" ("Allah Ira Curar Você"). Se a pessoa continuar a espirrar e dizer "Alhamdulillah", os outros não são obrigados a continuar respondendo.
- Na cultura chinesa, um espirro significa que alguém está pensando em você e deve ouvir alguém dizer yǒu rén xiǎng nǐ (有人想你), que traduzido significa "alguém está pensando em você".
- Similarmente em Hong Kong, é dito que se você espirrar uma ou duas vezes, alguém está falando ou fofocando sobre você. Se você espirrar três vezes, então você está provavelmente ficando resfriado.
- É muito comum as pessoas de Hong Kong dizerem dai gut lei si (大吉利事) ou ho geh (好0既), e ambos significam a grosso modo "Deus te abençoe".
- Na Letónia, as pessoas dizem "Uz veselību!" que significa "Isto é para a sua saúde!". Eles são respondidos com "Paldies!" que significa "Obrigado!".
- Em países de língua francesa, a resposta para um primeiro seria usualmente "À tes souhaits", que significa literalmente "Para os seus desejos", (implicando, obviamente, "Que os seus desejos se realizem.") Um segundo espirro é respondido com "À tes amours" ('Para seus amores'), e um terceiro "À tes enfants" ('Para suas crianças'). Para o primeiro e segundo desses espirros responda, "Que les tiens se réalisent," ("Que os seus se realizem.") e "Que les tiens durent toujours," ("Que os teus durem para sempre") respectivamente. Menos formalmente também, santé ("saúde") ou Dieu vous bénisse ("Deus te abençoe"). Informalmente (ou seja, entre amigos), entretanto, pode-se fazer referências à cerveja, seleção de futebol, etc., com tom humorístico.
- Na Grécia, espirrar é usualmente seguido da réplica "Γείτσες", ("Saúde"). A pessoa que espirra usualmente responde "Ευχαριστώ", ("Obrigado")
- Na Rússia e Ucrânia, as pessoas dizem "Будь здоров!" ("Seja saudável") em resposta a um espirro. Algumas vezes, quando alguém espirra durante uma conversa, eles dizem "Правда" ("É uma verdade"), significando que o que foi dito anteriormente foi confirmado pelo espirro.
- Nos Países Baixos, as pessoas dizem "Gezondheid" ("Boa saúde") ou "Proost" ("Ânimo") quando uma pessoa espirra. Quando uma pessoa espirra três vezes seguidas significa que o próximo dia promete tempo bom.
- No Tamil, as pessoas dizem "Nooru" quando uma pessoa espirra, abençoando-a para viver mais de 100 anos.
- Em Telugu, as pessoas dizem "Chiranjeeva" quando uma pessoa espirra, abençoando-a a ser imortal.
- Na Dinamarca e Noruegua, algumas vezes quando uma pessoa espirra outra pessoa na sala pode dizer "Prosit!", que em dinamarquês significa "gid det må gavne" e em norueguês "må det være til nytte" ("Deseje faça algo bom"). A pessoa que espirra pode responder ou não com "Tak" e em norueguês "Takk" (obrigado). Geralmente é um gesto delicado embora não seja obrigatório na maioria dos ambientes sociais (trabalho, etc.). Pode ser considerado indelicado não responder com "Tak". Algumas vezes as pessoas dizem "Prosit!" com tom de irritação pela pessoa que espirra frequentemente ou particularmente alto. Assim, há uma chance considerável da pessoa espirrando interpretar "Prosit!" como um insulto. Também, na Noruega não é raro a pessoa que espirra expressar "sa brura" ("a noiva disse") logo após espirrar.